# Ghosting

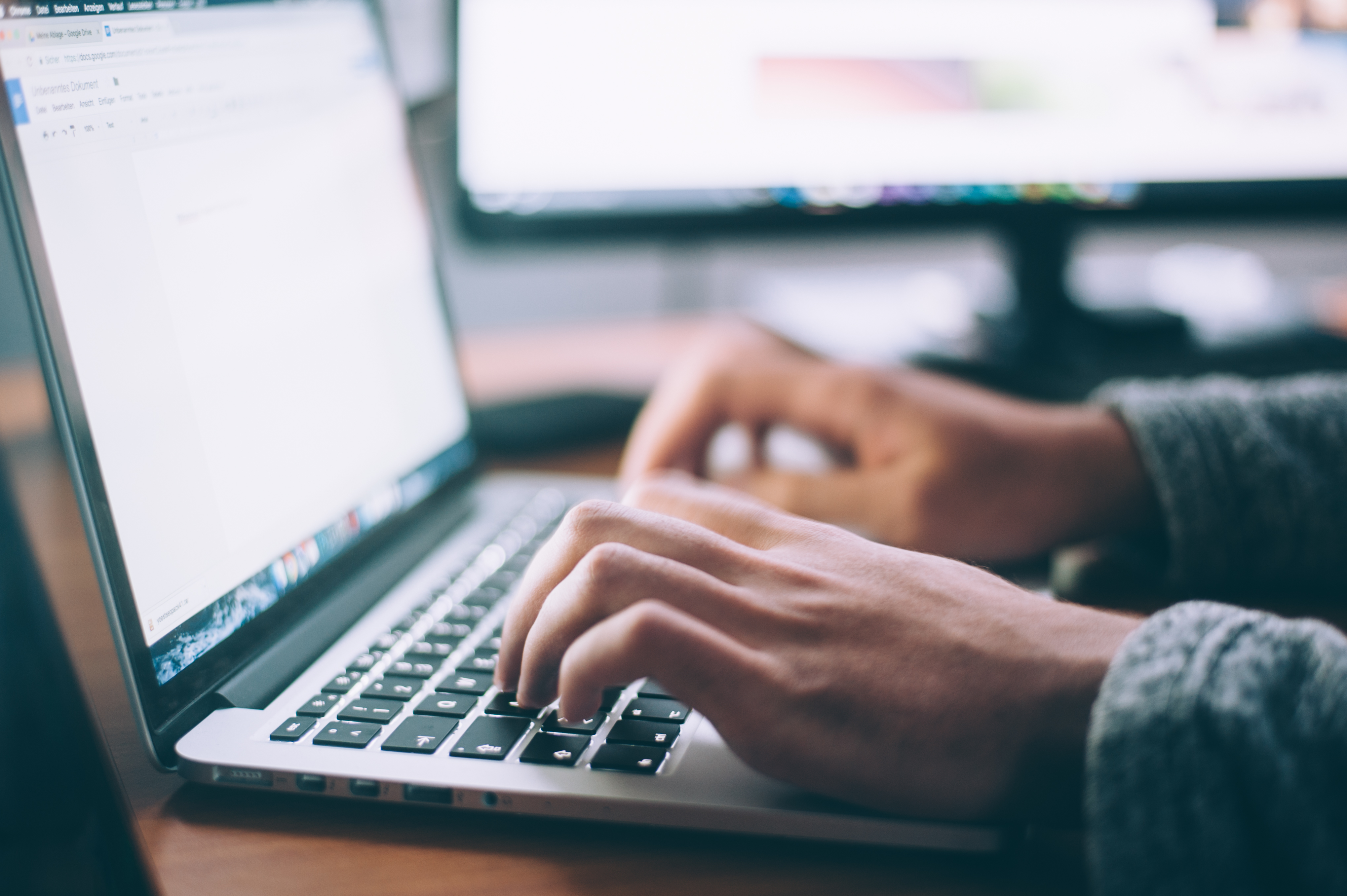

Il ghosting è la pratica di interrompere bruscamente tutte le comunicazioni e i contatti multimediali con un partner, con qualcuno che si sta frequentando o con il quale si era soltanto entrati in corrispondenza, senza dare alcun tipo di avvertimento o spiegazione e ignorando completamente qualunque tentativo di contatto. Può accadere anche che avvenga senza che vi sia un apparente motivo. Rientra nella sfera della violenza psicologica.

## Origine del termine
Il termine ghosting deriva dal verbo inglese to ghost (muoversi di soppiatto come un fantasma) e dal suffisso del gerundio -ing, ad indicare un comportamento elusivo simile a quello dei fantasmi.
Il lemma è diventato popolare dal 2015, quando, a seguito di un articolo del New York Times sulla rottura tra Sean Penn e Charlize Theron, varie testate giornalistiche cominciarono a utilizzarlo. Dal 2015 il termine è stato incluso nel Collins English Dictionary.
Negli anni '20 del XXI secolo il ghosting è divenuto un fenomeno molto diffuso fra i millennials, i maggiori fruitori dei social network e delle app di messaggistica istantanea, servizi che, veicolando per loro natura contatti molteplici e superficiali, consentono facilmente l'interruzione improvvisa e totale di relazioni sociali ad essi collegate.

## Nelle relazioni personali
Di solito le persone praticano il ghosting nelle relazioni per evitare di affrontare il disagio emotivo che stanno avendo nel corso di una relazione e generalmente ignorano le conseguenze di ciò a cui può portare il loro gesto. L'utilizzo dei social media agevola la desinsibilizzazione nei confronti di chi si decide di escludere dalla propria vita. Stando a un sondaggio di BuzzFeed, l'81% delle persone ghosterebbe terzi perché "non interessati" alla persona che decidono di ostracizzare; il 64% di esse ha affermato che la persona da loro esclusa dai social media avrebbe fatto qualcosa che non gli è piaciuto; il 25% ha dichiarato che avrebbero fatto tale scelta perché provava rabbia nei confronti della persona da loro esclusa. Secondo la psicologa Kelsey M. Latimer, è più probabile che le persone inclini a praticare il ghosting abbiano tratti della personalità egocentrici, evitanti e manipolatori. Tuttavia, il ghosting potrebbe anche essere un'espressione di autoisolamento portato da depressione, tendenze suicide o dipendenze.

## Nella discussione politica
Durante l'estate del 2022, il deputato delle Filippine Arnolfo Teves Jr. ha depositato un progetto di legge per rendere la pratica del ghosting illegale e classificarlo come reato. Nella sua proposta di legge, Teves riporta che "l'ambiguità del ghosting è che non c'è una vera conclusione tra le parti coinvolte, e in questo modo può diventare una forma di crudeltà emotiva, dovrebbe essere punito come offesa emotiva per il trauma che causa alla parte ghostata". La proposta è stata mal accolta da più parti.